# Thomas Ahlström
Thomas Jan-Olof Ahlström, född 17 juli 1952, är en svensk före detta fotbollsspelare. Ahlström var under 1970-talet och början av 1980-talet en av Sveriges bästa anfallsspelare och vann den allsvenska skytteligan 1983. 

## Karriär
Ahlström representerade som senior IF Elfsborg, 1971–1979 och 1982–1985, och Olympiakos FC i Grekland, där han var proffsspelare 1979–1982. I sin debut med Olympiakos svarade han för tre mål och två målgivande passningar.
Ahlström spelade 285 seriematcher för Elfsborg 1971–1985 varav 243 i allsvenskan och SM-slutspel och 42 i division 2. Den allsvenska debuten skedde 12 augusti 1971 i en hemmamatch mot Djurgårdens IF. I allsvenskan var han nästan alltid punktmarkerad. Han gjorde 124 mål i seriematcher varav 105 i allsvenskan och 19 i division 2. Han vann den allsvenska skytteligan 1983, då han noterades för sammanlagt 16 mål. I sin sista match på elitnivå gjorde han två mål när Elfsborg vann det allsvenska kvalet mot Västerås SK 1985.
Ahlström var med i den svenska truppen i VM 1974 i Västtyskland och spelade två matcher som inhoppare. Han gjorde sammanlagt elva A-landskamper.
Efter spelarkarriären var han 1999–2003 assisterande tränare för Elfsborg.

## Meriter
- 11 A-landskamper
- Med i VM 1974
- Stora silvret i allsvenskan 1977
- Professionell i Olympiakos FC 1979–1982
- Lilla silvret i allsvenskan 1982
- Allsvensk skyttekung 1983